# 比赫斯倫

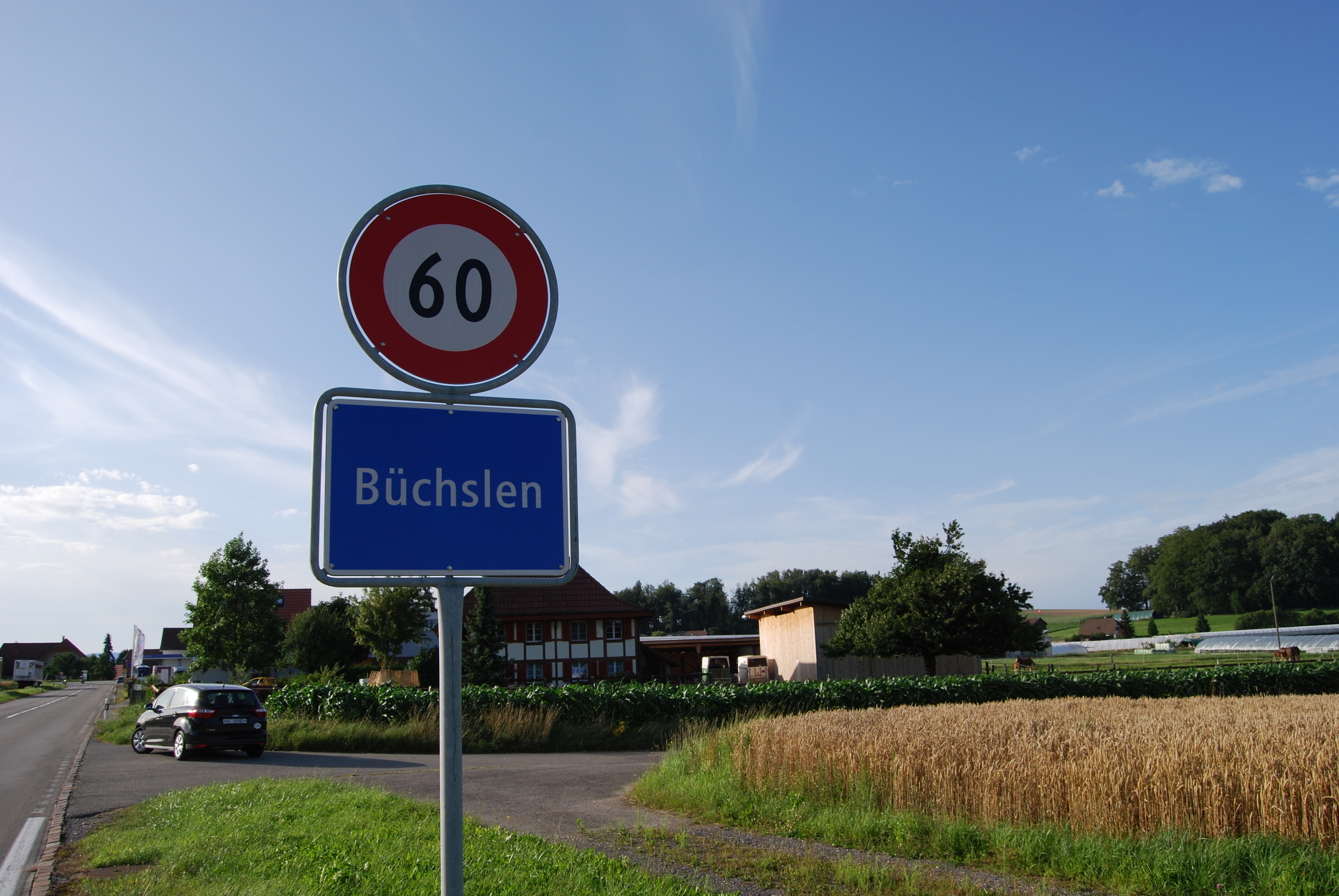

比赫斯倫是瑞士的城鎮，位於該國西部，由弗里堡州負責管轄，面積1.61平方公里，海拔高度511米，2010年人口177，七成人口信奉基督教，人口密度每平方公里110人。